# Złudzenie inflacyjne
Złudzenie inflacyjne – zjawisko utożsamiania przez ludzi zmian nominalych (na przykład płac) ze zmianami realnymi. 
Może zachodzić zarówno w gospodarce jak i w jej poszczególnych ogniwach. W pierwszej formie złudzenie inflacyjne występuje wówczas gdy konsument bierze pod uwagę jedynie wzrost cen produktów, nie uwzględniając wzrostu płac rekompensujących skutki inflacyjne. W drugiej formie do złudzenie inflacyjnego dochodzi wówczas gdy następuje podwójna inflacja, czyli producenci podnoszą ceny sprzedawanych dóbr w celu rekompensaty wzrostu kosztów spowodowanych wzrostem płac, które nastąpiły jako podwyżka poinflacyjna.